# Liste der Fürsten von Nowgorod
Die Liste der Fürsten von Nowgorod weist die Fürsten im Fürstentum Nowgorod (um 860–1136) und die Herrscher in der Republik Nowgorod (1136–1480) aus.

## Legendäre Fürsten
- Slowen
- Wandal
- Stolposwjat
- Wladimir
- Brawlin (9. Jhd.)
- Buriwoj (9. Jhd.)
- Gostomysl (– um 860)

## Nowgoroder Rus
- Rurik (862–879)
- Oleg (879–912)

## Kiewer Rus

### Fürstentum Nowgorod
- Igor (912–945)
- Swjatoslaw (945–969)
- Wladimir der Große (969–977), Sohn von Swjatoslaw
- Jaropolk (977–979), Sohn von Swjatoslaw
- Wladimir (979–988)
- Wyscheslaw (988–1010), Sohn von Wladimir
- Jaroslaw der Weise (1010–1034), Sohn von Wladimir
- Ilja, Sohn von Jaroslaw (vor 1034)
- Wladimir (1034–1052), Sohn von Jaroslaw
- Isjaslaw I. (1052–1054), Sohn von Jaroslaw
- Mstislaw (1055–1067), Sohn von Isjaslaw
- Gleb (1067, 1069–1073, 1073–1078), Sohn von Swjatoslaw
- Swjatopolk (1078–1088), Sohn von Isjaslaw
- Mstislaw (1088–1094), Sohn von Wladimir Monomach
- Dawyd (1094–1095), Sohn von Swjatoslaw
- Mstislaw (1095–1117)
- Wsewolod (1117–1132), Sohn von Mstislaw
- Swjatopolk (1132), Sohn von Mstislaw
- Wsewolod (1132–1136)

### Republik Nowgorod
- Swjatoslaw (1136–1138), Sohn von Oleg
- Swjatopolk (1138)
- Rostislaw (1138–1140), Sohn von Juri
- Swjatoslaw (1140–1141)
- Swjatoslaw (1141), Sohn von Wsewolod von Kiew
- Rostislaw (1141–1142)
- Swjatopolk (1142–1148)
- Jaroslaw (1148–1154), Sohn von Isjaslaw
- Rostislaw (1154)
- Dawyd (1154–1155), Sohn von Rostislaw
- Mstislaw (1155–1158), Sohn von Jurij
- Swjatoslaw (1158–1160), Sohn von Rostislaw
- Mstislaw (1160–1161)
- Swjatoslaw (1161–1168)
- Roman (1168–1170), Sohn von Mstislaw
- Rjurik (1170–1171), Sohn von Rostislaw
- Juri Bogoljubski (1171–1175), Sohn von Andrej
- Swjatoslaw (1175), Sohn von Mstislaw
- Mstislaw (1175–1176), Sohn von Rostislaw
- Jaroslaw (1176–1177), Sohn von Mstislaw
- Mstislaw (1177–1178)
- Jaropolk (1178), Sohn von Roatislaw
- Roman (1178–1179), Sohn von Rostislaw
- Mstislaw (1179–1180), Sohn von Rostislaw
- Wladimir (1180–1181), Sohn von Swjatoslaw
- Jaroslaw (1182–1184), Sohn von Wladimir
- Mstislaw (1184–1187), Sohn von Dawyd
- Jaroslaw (1187–1196)
- Jaropolk (1197), Sohn von Jaroslaw
- Jaroslaw (1197–1199)

- Swjatoslaw (1200–1205), Sohn von Wsewolod
- Konstantin (1205–1207), Sohn von Wsewolod
- Swjatoslaw (1207–1210)
- Mstislaw (1210–1215), Sohn von Mstislaw
- Jaroslaw (1215–1216), Sohn von Wsewolod
- Mstislaw (1216–1218)
- Swjatoslaw (1218–1219), Sohn von Mstislaw
- Wsewolod (1219–1221), Sohn von Mstislaw
- Wsewolod (1221), Sohn von Jurij
- Jaroslaw (1221–1223)
- Wsewolod (1223–1224)
- Michail (1224–1226), Sohn von Wsewolod
- Jaroslaw (1226–1228)
- Fjodor (1228–1229), Sohn von Jaroslaw
- Alexander Newski (1228–1229), Sohn von Jaroslaw
- Michail (1229)
- Rostislaw (1229–1230), Sohn von Michail
- Jaroslaw (1230–1236)
- Alexander Newski (1236–1240)
  - Einfall der Goldenen Horde 1240

- Alexander Newski (1241–1252)
- Wasilij (1252–1255), Sohn von Alexander
- Jaroslaw (1255), Sohn von Jaroslaw
- Wasilij (1255–1257)
- Alexander Newski (1257–1259)
- Dmitrij (1259–1263), Sohn von Alexander
- Jaroslaw (1264–1272)
- Dmitrij (1272–1273)
- Wassili (1273–1276), Sohn von Jaroslaw
- Dmitri (1276–1280)
- Andrej (1281–1285), Sohn von Alexander
- Dmitri (1285–1292)
- Andrej (1292–1304)
- Michail (1308–1314), Sohn von Jaroslaw
- Afanasij (1314–1315), Sohn von Daniel
- Michail (1315–1316)
- Afanasij (1318–1322)
- Jurij (1322–1325), Sohn von Daniel
- Alexander (1325–1327), Sohn von Michail
- Iwan Kalita (1328–1337)
- Simeon (1346–1353), Sohn von Iwan
- Iwan (1355–1359), Sohn von Iwan
- Dmitri (1359–1363), Sohn von Konstantin
- Dmitri Donskoi (1363–1389), Großfürst von Moskau, Sohn von Iwan

- Lengvenis (1389–1407), Sohn von Algirdas, Großfürst von Litauen

- Wassili (1408–1425), Großfürst von Moskau, Sohn von Dmitri Donskoi
- Wassili der Blinde (1425–1462), Großfürst von Moskau, Sohn von Wassili
- Michael (1470–1471), Sohn von Olelko
- Iwan (1462–1480), Großfürst von Moskau, Sohn von Wassili